# Bryan Levell
Bryan Levell, född den 23 december 2003, är en jamaicansk friidrottare som tävlar i kortdistans.

## Karriär
Vid juniorvärldsmästerskapen i friidrott 2021 och 2022 ingick Levell i det jamaicanska stafettlaget sin tog silver. Vid OS 2024 tog han sig till semifinal på 200 meter. Vid Continental Tour i augusti 2025 satte han ett nytt personligt rekord på 200 meter med tiden 19,69.